# Wetterhorn
De Wetterhorn is een 3692 meter hoge berg in Zwitserland, die dicht bij Grindelwald ligt. Het massief heeft drie verschillende toppen, die dicht bij elkaar liggen:
- de Wetterhorn zelf (het best zichtbaar vanaf Grindelwald),
- de Mittelhorn (3704m) en
- de Rosenhorn (3689m).

Van 1908 tot 1915 was er op het onderste deel van de berg een kabelbaan in gebruik. Dit was de eerste kabelbaan van Zwitserland. Bergwandelaars beginnen meestal bij de Grosse Scheidegg, dicht bij de berg zelf.

## Beklimmingen
De berg is voor het eerst beklommen in 1844 door Melchior Bannholzer en Hans Jaun. Alfred Wills (11 december 1828 - 9 augustus 1912) beklom de berg in 1854. Hij was een hoge rechter en een bekende bergbeklimmer. Zijn beklimming geldt als een van de beklimmingen die het alpinisme als tak van sport hebben ingeluid. Winston Churchill heeft de Wetterhorn in 1894 beklommen.